# Jacques Le Goff
Jacques Le Goff (1. ledna 1924, Toulon – 1. dubna 2014, Paříž) byl francouzský historik zabývající se dějinami středověku. Je považován za jednoho z nejvýznamnějších historiků školy Annales. Od roku 1967 byl spoluvydavatelem časopisu Annales. Economies, sociétés, civilisations (od 1994 Annales. Histoire, Sciences Sociales). Během svého studia absolvoval akademický rok 1947/48 na Karlově univerzitě v Praze, a je doktorem honoris causa této univerzity.

## Dílo
- Marchands et banquiers du Moyen âge. Paris 1956.
- Les intellectuels au moyen âge. Paris 1957. (česky Intelektuálové ve středověku. Praha : Karolinum, 1999. 183 s. ISBN 80-7184-256-7.)
- La civilisation de l'Occident Médiéval. Paris 1964. (česky Kultura středověké Evropy. Praha : Odeon, 1991. 747 s. ISBN 80-207-0206-7. 2. vyd. Praha : Vyšehrad, 2005. 702 s. ISBN 80-7021-808-8.)
- Hérésie et sociétés dans l'Europe pré-industrielle, XIe-XVIIIe siècle : communications et débats du colloque de Royaumont. Paris 1968.
- Les propos de Saint Louis. Paris 1974.
- Pour un autre Moyen Âge. Paris 1977. (česky Za jiný středověk. Praha : Argo, 2005. 436 s. ISBN 80-7203-598-3.)
- La naissance du purgatoire. Paris 1981. (česky Zrození očistce. Praha : Vyšehrad, 2003. 372 s. ISBN 80-7021-637-9.)
- L'imaginaire médiéval. Paris 1985. (česky Středověká imaginace. Praha : Argo, 1998. 329 s. ISBN 80-7203-074-4.)
- La bourse et la vie. Paris 1986. (česky Peníze a život. Praha : Argo, 2005. 85 s. ISBN 80-7203-657-2.)
- Histoire et mémoire. Paris 1988. (česky Paměť a dějiny. Praha : Argo, 2007. 264 s. ISBN 978-80-7203-862-6.)
- L'Homme médiéval. (dir.) Paris 1994. (česky Středověký člověk a jeho svět. (ed.) Praha : Vyšehrad, 1999. 319 s. ISBN 80-7021-274-8.)
- Saint Louis. Paris : Gallimard, 1996. 976 s. ISBN 2-07-073369-6. (česky Svatý Ludvík. Praha : Argo, 2012. 724 s. ISBN 978-80-257-0685-5.)
- Dictionnaire raisonné de l'Occident médiéval. Paris 1999. (česky Encyklopedie středověku. Praha : Vyšehrad, 2002. 935 s. ISBN 80-7021-545-3.)
- Une histoire du corps au Moyen Âge. (avec Nicolas Truong). Paris 1999. (česky Tělo ve středověké kultuře. Praha : Vyšehrad, 2006. 155 s. ISBN 80-7021-826-6. Spoluautor Nicolas Truong.)
- Saint François d'Assise. Paris 1999. (česky Svatý František z Assisi. Praha : Vyšehrad, 2004. 187 s. ISBN 80-7021-651-4.)
- À la recherche du Moyen Âge. Paris 2003. (česky Hledání středověku. Praha : Vyšehrad, 2005. 171 s. ISBN 80-7021-730-8.)

## Ocenění
- 1996 – Grand prix Gobert